# 绛州钟楼
35°36′52″N 111°12′53″E / 35.61444°N 111.21472°E
绛州钟楼位于中国山西省运城市新绛县城内西侧高塬南端。

## 历史
绛州钟楼创建于北宋乾道元年（963年），后因失火被毁，此后多次重修，现存建筑建于明万历年间。

## 建筑
绛州钟楼体量较小，面阔、进深仅一间，然而因地势高峻，加上台基高2米余，仍显巍峨挺拔。正方形平面，四面开拱形门洞，上部砌成垛口状。单檐十字歇山顶，楼下四面有拱券门洞。楼内悬金代铁钟。

## 保护
2001年6月25日公布第五批全国重点文物保护单位时，将绛州三楼（钟楼、鼓楼、乐楼）归入绛州大堂。